# Plan de los Muertos
Plan de los Muertos (spanisch für ‚Plan der Toten‘) ist ein ländlicher Ort im mexikanischen Bundesstaat Guerrero. Plan de los Muertos ist Teil des Municipio Xochistlahuaca. Die Bevölkerungszahl Plan de los Muertos’ belief sich beim Zensus 2010 auf 646 Personen. Die INEGI-Codenummer des Ortes ist 120710080.

## Lage
Plan de los Muertos liegt im Osten des Bundesstaates Guerrero auf einer Höhe von 261 m in der Region der Costa Chica. Der Ort befindet sich in der Sierra Madre del Sur in einem Gebiet mit Regosol als Bodentyp und Gneis als dominierendem Gestein. Die Vegetation um Plan de los Muertos wird von tropischen laubabwerfenden Wäldern eingenommen. Der Ort liegt in einem Gebiet mit trockenem Tropenklima, das ackerbaulich nicht nutzbar, aber für die Beweidung mit Ziegen geeignet ist.
Die nächstgelegenen Orte sind die etwa 500 m nördlich von Plan de los Muertos gelegenen Cabeza de Arroyo Nuevo, Colonia Piedra del Sol und Colonia Zacatepec sowie der etwa 500 m weiter östlich gelegene Weiler Lázaro. Xochistlahuaca, der Verwaltungssitz des Municipios, liegt etwa 3 km nördlich von Plan de los Muertos. Etwa 1 km südlich und westlich des Ortes liegt die Grenze zum Municipio Ometepec; von der Grenze zum Bundesstaat Oaxaca ist Plan de los Muertos etwa 4 km entfernt.

## Bevölkerung
Plan de los Muertos wies beim Zensus 2010 eine Bevölkerungszahl von 646 Personen auf (2005: 536), diese verteilten sich auf 323 Männer und 323 Frauen bzw. auf 116 Haushalte. 297 Bewohner des Ortes wurden als Erwerbspersonen gewertet. Mehr als 85 % der Bevölkerung bekannten sich zum Katholizismus, knapp 14 % waren protestantisch. Plan de los Muertos liegt im traditionellen Siedlungsgebiet der Amuzgos. Hauptverkehrssprache in Plan de los Muertos ist die indigene Amuzgo-Sprache, während der Großteil der Bevölkerung kein Spanisch spricht.

## Entwicklung und Einrichtungen
Plan de los Muertos ist ein Zielgebiet des Programa para el Desarrollo de Zonas Prioritarias (‚Programm für die Entwicklung prioritärer Zonen‘) des SEDESOL. Der soziale Ausschließungsgrad des Ortes Plan de los Muertos wurde 2005 und 2010 als „sehr hoch“ eingestuft, während der soziale Rückständigkeitsgrad im selben Zeitraum von „hoch“ auf „mittel“ heruntergestuft wurde. Waren im Jahr 2005 noch in 94 % der Wohneinheiten Erdböden anzutreffen, ging dieser Wert bis 2010 auf 33 % zurück, der Anteil der Haushalte ohne Strom sank von 23 % auf 7 %. Ebenso war der Analphabetenanteil leicht rückläufig (von 58 % auf 44 %).
Plan de los Muertos verfügt über die indigene Grundschule Niños Héroes sowie über die Telesecundaria Vicente Guerrero.